# فرد آکوفو
فرد آکوفو (انگلیسی: Fred Akuffo؛ ۲۱ مارس ۱۹۳۷ – ۲۶ ژوئن ۱۹۷۹) یک سیاست‌مدار اهل غنا بود.